# 刘泽如
刘泽如（1897年3月6日—1986年4月24日），男，原名刘澄青，字濬哲，又名易华，玉莹（荣），河北省束鹿县人。中共山东省委原组织部长，陕西师范大学前校长。 